# Nova Veneza (Santa Catarina)
Nova Veneza is een gemeente in de Braziliaanse deelstaat Santa Catarina. De gemeente telt 13.177 inwoners (schatting 2009). De gemeente werd in 1891 gesticht door Italiaanse emigranten uit Venetië, ongeveer 95% van de stad is Italo-Braziliaan. Nova Veneza is de Portugese benaming voor Nieuw-Venetië.

## Aangrenzende gemeenten
De gemeente grenst aan Bom Jardim da Serra, Criciúma, Forquilhinha, Meleiro, Morro Grande, Siderópolis en São José dos Ausentes (RS).